# 1135 (szám)
Az 1135 (római számmal: MCXXXV) az 1134 és 1136 között található természetes szám.

## A szám a matematikában
A tízes számrendszerbeli 1135-ös a kettes számrendszerben 10001101111, a nyolcas számrendszerben 2157, a tizenhatos számrendszerben 46F alakban írható fel.
Az 1135 páratlan szám, összetett szám, félprím. Kanonikus alakja 51 · 2271, normálalakban az 1,135 · 103 szorzattal írható fel. Négy osztója van a természetes számok halmazán, ezek növekvő sorrendben: 1, 5, 227 és 1135.
Középpontos háromszögszám.
Az 1135 negyvenkilenc szám valódiosztó-összegeként áll elő, ezek közül legkisebb az 5645.

## Csillagászat
- 1135 Colchis kisbolygó